# Martin Erhard (Kirchenmusiker)
Martin Erhard (* 1976 in Ulm) ist ein deutscher Kirchenmusiker, Organist und Sänger. Seit Mitte des Jahres 2023 ist er als Diözesankirchenmusikdirektor Leiter der Abteilung Kirchenmusik des Bistums Speyer und damit auch Leiter des Bischöflichen Kirchenmusikalischen Instituts (BKI).

## Leben
Martin Erhard studierte Schul- und Kirchenmusik sowie Gesang an den Musikhochschulen in Stuttgart und Freiburg und schloss dieses Studium mit der kirchenmusikalischen A-Prüfung ab. Danach war er am Staatstheater Mainz als Solotenor engagiert. Danach wechselte er als Chordirektor an das Theater Pforzheim. Später arbeitete er freiberuflich als Organist, Konzertsänger und Gesangspädagoge.
Seit 2013 ist er Dozent für Gesang, Orgel und Klavier am BKI Speyer. Seit 2014 ist er Leiter des Standorts Speyer, seit 1. August 2023 Leiter der gesamten Einrichtung. Er folgte in dieser Funktion Manfred Degen nach.